# 認可法人
認可法人（にんかほうじん）とは、特別の法律に基づいて数を限定して設立され、かつ、その設立に関し行政官庁の認可を要する法人のうち、特別民間法人に該当しない法人のことである。
特殊法人等改革基本法（平成13年法律第58号）では、認可法人の改革も指向され、第2条・別表において、認可法人（認可法人でない法人形態に移行した法人を含む）が指定されている。同法に基づく特殊法人等整理合理化計画に基づき、認可法人の多くが独立行政法人・特別民間法人や、一般的な民間法人などに改編された。
なお、本稿で述べる認可法人の他にも、企業組合、学校法人、医療法人、社会福祉法人など認可主義により設立される法人はあり、準則主義により設立される法人と比較する際には、後者も含め認可法人ということがある。また、特殊法人等改革基本法の定義よりも広く認可主義により設立される法人全般を指す用語として「設立に認可を要する法人」「設立認可法人」がある。

## 主な認可法人

### 専ら特別法で運用される認可法人
- 日本銀行 - 日本銀行法（平成9年法律第89号）
- 日本赤十字社 - 日本赤十字社法（昭和27年法律第305号）
- 預金保険機構 - 預金保険法（昭和46年法律第34号）
- 農水産業協同組合貯金保険機構 - 農水産業協同組合貯金保険法（昭和48年法律第53号）
- 銀行等保有株式取得機構 - 銀行等の株式等の保有の制限等に関する法律（平成13年法律第131号）
- 原子力損害賠償・廃炉等支援機構 - 原子力損害賠償・廃炉等支援機構法（平成23年法律第94号）
- 電力広域的運営推進機関 - 電気事業法（昭和39年法律第170号）
- 使用済燃料再処理・廃炉推進機構 - 原子力発電における使用済燃料の再処理等の実施及び廃炉の推進に関する法律（平成17年法律第48号）
- 外国人技能実習機構 - 外国人の技能実習の適正な実施及び技能実習生の保護に関する法律（平成28年法律第89号）
- 大阪湾広域臨海環境整備センター - 広域臨海環境整備センター法 （昭和56年法律第76号）
- 金融経済教育推進機構 - 金融サービスの提供及び利用環境の整備等に関する法律（平成12年法律第101号）
- 脱炭素成長型経済構造移行推進機構 - 脱炭素成長型経済構造への円滑な移行の推進に関する法律（令和5年法律第32号）

### 認可法人である会社
- 「特殊会社」を参照。

## かつて認可法人であった法人
主に平成13年12月の特殊法人等整理合理化計画に基づき整理された認可法人をあげる。

### 独立行政法人化
独立行政法人に改組されたもの。
内閣府所管
- 平和祈念事業特別基金 - 2003年（平成15年）10月1日に同名の独立行政法人に改組。

総務省所管
- 通信・放送機構 - 2004年（平成16年）4月1日に独立行政法人通信総合研究所と統合し、独立行政法人情報通信研究機構に改組。

財務省所管
- 日本万国博覧会記念協会 - 2003年（平成15年）10月1日に独立行政法人日本万国博覧会記念機構に改組。
- 通関情報処理センター - 2003年（平成15年）10月1日に同名の独立行政法人に改組。

厚生労働省所管
- 日本障害者雇用促進協会 - 2003年（平成15年）10月1日に独立行政法人高齢・障害者雇用支援機構に改組。
- 医薬品副作用被害救済・研究振興調査機構 - 2004年（平成16年）4月1日に国立医薬品食品衛生研究所医薬品医療機器審査センター及び医療機器センターと統合し、独立行政法人医薬品医療機器総合機構に改組。

文部科学省所管
- 海洋科学技術センター - 2004年（平成16年）4月1日に独立行政法人海洋研究開発機構に改組。

農林水産省所管
- 農林漁業信用基金 - 2003年（平成15年）10月1日に同名の独立行政法人に改組。
- 野菜供給安定基金 - 2003年（平成15年）10月1日に農畜産業振興事業団と統合し、独立行政法人農畜産業振興機構に改組。
- 海洋水産資源開発センター - 2003年（平成15年）10月1日に独立行政法人水産総合研究センターに統合。
- 生物系特定産業技術研究推進機構 - 2003年（平成15年）10月1日に独立行政法人農業技術研究機構と統合し、独立行政法人農業・生物系特定産業技術研究機構に改組。

経済産業省所管
- 情報処理振興事業協会 - 2004年（平成16年）1月5日に独立行政法人情報処理推進機構に改組。
- 産業基盤整備基金 - 2004年（平成16年）7月1日に中小企業総合事業団及び地域振興整備公団の一部と統合し、独立行政法人中小企業基盤整備機構に改組。

国土交通省所管
- 自動車事故対策センター - 2003年（平成15年）10月1日に独立行政法人自動車事故対策機構に改組。
- 空港周辺整備機構 - 2003年（平成15年）10月1日に同名の独立行政法人に改組。
- 海上災害防止センター - 2003年（平成15年）10月1日に同名の独立行政法人に改組。

### 民間法人化
民間法人として民営化されたもの。
警察庁所管
- 自動車安全運転センター - 2003年（平成15年）10月1日に民間法人化。

金融庁所管
- 日本公認会計士協会 - 2004年（平成16年）4月1日に民間法人化。

総務省所管
- 郵便貯金振興会 - 1986年（昭和61年）7月30日に民間法人化（その後2003年（平成15年）4月1日に財団法人化）。
- 危険物保安技術協会 - 1987年（昭和62年）1月1日に民間法人化。
- 日本行政書士会連合会 - 2003年（平成15年）3月4日に民間法人化。

財務省所管
- 日本税理士会連合会 - 2002年（平成14年）10月29日に民間法人化。

法務省所管
- 日本司法書士会連合会 - 2002年（平成14年）12月19日に民間法人化。
- 日本土地家屋調査士会連合会 - 2003年（平成15年）8月1日に民間法人化。

厚生労働省所管
- 陸上貨物運送事業労働災害防止協会 - 1989年（平成元年）7月18日に民間法人化。
- 建設業労働災害防止協会 - 1989年（平成元年）7月18日に民間法人化。
- 林業・木材製造業労働災害防止協会 - 1989年（平成元年）7月18日に民間法人化。
- 港湾貨物運送事業労働災害防止協会 - 1989年（平成元年）7月18日に民間法人化。
- 中央職業能力開発協会 - 1998年（平成10年）7月1日に民間法人化。
- 中央労働災害防止協会 - 2000年（平成12年）6月19日に民間法人化。
- 厚生年金基金連合会 - 2002年（平成14年）4月1日に民間法人化（その後2005年（平成17年）10月1日に企業年金連合会に改称）。
- 石炭鉱業年金基金 - 2002年（平成14年）12月13日に民間法人化。
- 全国社会保険労務士会連合会 - 2003年（平成15年）3月31日に民間法人化。

農林水産省所管
- 漁船保険中央会 - 2002年（平成14年）4月1日に民間法人化。
- 全国農業会議所 - 2002年（平成14年）4月1日に民間法人化。
- 全国農業協同組合中央会 - 2002年（平成14年）4月1日に民間法人化。
- 全国漁業共済組合連合会 - 2002年（平成14年）4月1日に民間法人化。

経済産業省所管
- 製品安全協会 - 1986年（昭和61年）10月1日に民間法人化（その後2000年（平成12年）12月1日に財団法人化）。
- 日本商工会議所 - 2002年（平成14年）4月1日に民間法人化。
- 全国商工会連合会 - 2002年（平成14年）4月1日に民間法人化。
- 日本弁理士会 - 2002年（平成14年）8月29日に民間法人化。
- 全国中小企業団体中央会 - 2005年（平成17年）8月29日に民間法人化。

国土交通省所管
- 軽自動車検査協会 - 1987年（昭和62年）10月1日に民間法人化。
- 日本小型船舶検査機構 - 1987年（昭和62年）10月1日に民間法人化。

### 地方共同法人化
地方共同法人に改組されたもの。
総務省所管
- 地方公務員災害補償基金 - 2003年（平成15年）10月1日に地方共同法人化。

国土交通省所管
- 日本下水道事業団 - 2003年（平成15年）10月1日に地方共同法人化。

### 共済組合化
下記の45の共済組合が認可法人であったが、共済組合として整理されている。このうち、日本たばこ産業共済組合及び日本鉄道共済組合は1997年（平成9年）4月1日に厚生年金保険に統合されている。
1. 衆議院共済組合
2. 参議院共済組合
3. 内閣共済組合
4. 総務省共済組合
5. 法務省共済組合
6. 外務省共済組合
7. 財務省共済組合
8. 文部科学省共済組合
9. 厚生労働省共済組合
10. 農林水産省共済組合
11. 経済産業省共済組合
12. 国土交通省共済組合
13. 裁判所共済組合
14. 会計検査院共済組合
15. 防衛庁共済組合
16. 刑務共済組合
17. 印刷局共済組合
18. 造幣局共済組合
19. 厚生労働省第二共済組合
20. 社会保険職員共済組合
21. 林野庁共済組合
22. 郵政共済組合
23. 国家公務員共済組合連合会職員共済組合
24. 日本たばこ共済組合
25. 日本鉄道共済組合
26. 国家公務員共済組合連合会
27. 警察共済組合
28. 地方職員共済組合
29. 都職員共済組合
30. 札幌市職員共済組合
31. 横浜市職員共済組合
32. 川崎市職員共済組合
33. 名古屋市職員共済組合
34. 京都市職員共済組合
35. 大阪市職員共済組合
36. 神戸市職員共済組合
37. 広島市職員共済組合
38. 北九州市職員共済組合
39. 福岡市職員共済組合
40. 全国市町村職員共済組合連合会
41. 都道府県議会議員共済会
42. 市議会議員共済会
43. 町村議会議員共済会
44. 地方公務員共済組合連合会
45. 公立学校共済組合

### その他
内閣府所管
- 総合研究開発機構 - 2007年（平成19年）11月29日に財団法人化。

農林水産省所管
- 農業共済基金 - 2000年（平成12年）4月1日に農林漁業信用基金と統合。

経済産業省所管
- 繊維産業構造改善事業協会 - 1999年（平成11年）7月1日に中小企業事業団と統合し、中小企業総合事業団に改組。
- 基盤技術研究促進センター - 2003年（平成15年）4月1日に廃止され、通信・放送機構又は新エネルギー・産業技術総合開発機構に業務移管。

国土交通省所管
- 造船業基盤整備事業協会 - 2001年（平成13年）3月1日に運輸施設整備事業団と統合。